# Trichomanes marchantioides
Trichomanes marchantioides là một loài dương xỉ trong họ Hymenophyllaceae. Loài này được Zippel, Moritz mô tả khoa học đầu tiên năm 1845.
Danh pháp khoa học của loài này chưa được làm sáng tỏ. 